# Jamesville
Jamesville is een plaats (town) in de Amerikaanse staat North Carolina, en valt bestuurlijk gezien onder Martin County.

## Demografie
Bij de volkstelling in 2000 werd het aantal inwoners vastgesteld op 502.
In 2006 is het aantal inwoners door het United States Census Bureau geschat op 472, een daling van 30 (-6,0%).

## Geografie
Volgens het United States Census Bureau beslaat de plaats een oppervlakte van
3,5 km², geheel bestaande uit land. Jamesville ligt op ongeveer 12 m boven zeeniveau.

## Plaatsen in de nabije omgeving
De onderstaande figuur toont nabijgelegen plaatsen in een straal van 28 km rond Jamesville.